# Xã Amanda, Quận Fairfield, Ohio
Xã Amanda (tiếng Anh: Amanda Township) là một xã thuộc quận Fairfield, tiểu bang Ohio, Hoa Kỳ. Năm 2010, dân số của xã này là 2.706 người.